# Версальская железнодорожная катастрофа
Версальская железнодорожная катастрофа (фр. Catastrophe ferroviaire de Meudon) — первая железнодорожная катастрофа во Франции и одна из первых в мире. Катастрофа произошла 8 мая 1842 года на окраине Мёдона (между Версалем и Парижем) и унесла жизни более 50 человек. Причиной катастрофы стал сход с рельсов локомотива из-за излома оси.

## Крушение поезда
Поезд шёл из Версаля в Париж после празднования в честь короля Луи-Филиппа I. Поезд шел двойной тягой: головной локомотив и в хвосте — подталкивающий. Вагоны поезда были переполнены людьми. После того как передний паровоз сошёл с рельсов, первые три вагона поезда выдавило прямо на повреждённый локомотив, образовав завал, так как локомотив-толкач продолжал давить на хвост поезда. Деревянные свежеокрашенные вагоны быстро загорелись от котла опрокинувшегося паровоза. Пожарные и очевидцы ничем не смогли помочь запертым в вагонах пассажирам. По меньшей мере 55 человек погибли, не сумев выбраться из горящих вагонов, более 40 пострадали. Среди погибших был известный путешественник и исследователь контр-адмирал Жюль Сезар Себастьен Дюмон-Дюрвиль с женой Адель и сыном.

## Расследование причин катастрофы
Шотландский инженер Уильям Джон Ранкин исследовал несколько повреждённых осей локомотива и пришёл к выводу: металл стал хрупким по всему сечению осей колёсных пар. В настоящее время эта проблема известна как усталость металла. Некоторое время вокруг исследования Ранкина плодились различные слухи и версии причин изменения свойств металла. Правоту учёного признали лишь через несколько лет. Проблема усталости металла существовала на всех железных дорогах того времени до тех пор, пока инженеры не предложили усовершенствованную конструкцию осей локомотивов. Пионером в этих исследованиях стал немецкий инженер Август Вёлер). К концу XIX века его работы помогли увеличить жизненный цикл осей локомотивов.

## Последствия
- Для опознания останков Дюмон-Дюрвиля была произведена одна из первых во Франции судебно-медицинских экспертиз. Тело адмирала опознал его семейный доктор по характерным приметам.
- После этой катастрофы была отменена общепринятая во Франции практика — запирать пассажиров в вагонах.